# Neuville-Bosc
Neuville-Bosc és un municipi francès, situat al departament de l'Oise i a la regió dels Alts de França. L'any 2007 tenia 513 habitants.

## Demografia

### Població
El 2007 la població de fet de Neuville-Bosc era de 513 persones. Hi havia 181 famílies de les quals 32 eren unipersonals (12 homes vivint sols i 20 dones vivint soles), 55 parelles sense fills, 90 parelles amb fills i 4 famílies monoparentals amb fills.
La població ha evolucionat segons el següent gràfic:
Habitants censats

### Habitatges
El 2007 hi havia 205 habitatges, 182 eren l'habitatge principal de la família, 15 eren segones residències i 8 estaven desocupats. 203 eren cases i 1 era un apartament. Dels 182 habitatges principals, 173 estaven ocupats pels seus propietaris, 2 estaven llogats i ocupats pels llogaters i 7 estaven cedits a títol gratuït; 1 tenia una cambra, 11 en tenien dues, 17 en tenien tres, 26 en tenien quatre i 128 en tenien cinc o més. 156 habitatges disposaven pel capbaix d'una plaça de pàrquing. A 50 habitatges hi havia un automòbil i a 124 n'hi havia dos o més.

### Piràmide de població
La piràmide de població per edats i sexe el 2009 era:
| Homes | Edats   | Dones |
| ----- | ------- | ----- |
| 0     | 95 o +  | 0     |
| 0     | 90 a 94 | 0     |
| 0     | 85 a 89 | 4     |
| 0     | 80 a 84 | 0     |
| 8     | 75 a 79 | 0     |
| 0     | 70 a 74 | 16    |
| 4     | 65 a 69 | 8     |
| 0     | 60 a 64 | 4     |
| 8     | 55 a 59 | 4     |
| 28    | 50 a 54 | 12    |
| 20    | 45 a 49 | 28    |
| 24    | 40 a 44 | 16    |
| 16    | 35 a 39 | 28    |
| 24    | 30 a 34 | 16    |
| 4     | 25 a 29 | 12    |
| 4     | 20 a 24 | 16    |
| 16    | 15 a 19 | 24    |
| 36    | 10 a 14 | 20    |
| 20    | 5 a 9   | 8     |
| 20    | 0 a 4   | 12    |

## Economia
El 2007 la població en edat de treballar era de 350 persones, 279 eren actives i 71 eren inactives. De les 279 persones actives 261 estaven ocupades (143 homes i 118 dones) i 18 estaven aturades (6 homes i 12 dones). De les 71 persones inactives 27 estaven jubilades, 26 estaven estudiant i 18 estaven classificades com a «altres inactius».

### Ingressos
El 2009 a Neuville-Bosc hi havia 177 unitats fiscals que integraven 523 persones, la mediana anual d'ingressos fiscals per persona era de 24.967 €.

### Activitats econòmiques
Dels 14 establiments que hi havia el 2007, 2 eren d'empreses de construcció, 3 d'empreses de comerç i reparació d'automòbils, 1 d'una empresa de transport, 1 d'una empresa d'informació i comunicació, 5 d'empreses de serveis i 2 d'entitats de l'administració pública.
L'únic servei als particulars que hi havia el 2009 era una empresa de construcció.
L'any 2000 a Neuville-Bosc hi havia 5 explotacions agrícoles.

## Equipaments sanitaris i escolars
El 2009 hi havia una escola elemental integrada dins d'un grup escolar amb les comunes properes formant una escola dispersa.

## Poblacions més properes
El següent diagrama mostra les poblacions més properes.